# 彼得·杰伊涅金
彼得·斯特潘诺维奇·杰伊涅金（俄語：Пётр Степанович Дейнекин，1937年12月14日—2017年8月19日）是一位俄罗斯军官，上将军衔。

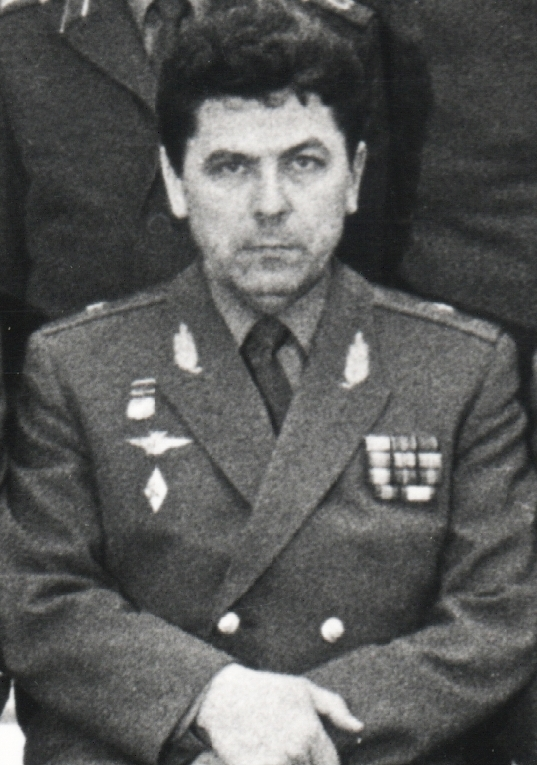
1988年的杰伊涅金

杰伊涅金出生于俄罗斯莫羅佐夫斯克，在1997年被授予俄罗斯联邦英雄称号。
1969年，杰伊涅金毕业于加加林空军学院。1991至1992年，杰伊涅金担任苏联国防部副部长和空军司令，1992年担任独联体空军司令，1992至1998年担任俄罗斯联邦空军司令。
杰伊涅金在2002年退伍，2017年8月19日去世，享壽79岁。